# Уче Окафор
Уче Окафор (англ. Uche Okafor, 8 серпня 1967, Оверрі — 6 січня 2011, Літтл Елм) — нігерійський футболіст, що грав на позиції захисника.
Виступав, зокрема, за «Мехелен» та «Канзас-Сіті Візардс», а також національну збірну Нігерії, у складі якої є учасником двох чемпіонатів світу та володарем Кубка африканських націй.

## Клубна кар'єра
У дорослому футболі дебютував 1986 року виступами за «Лагос», в якому провів три сезони.
Своєю грою за цю команду привернув увагу представників тренерського штабу бельгійського «Расінг Мехелена», до складу якого приєднався 1988 року. Відіграв за команду з Мехелена наступні три сезони своєї ігрової кар'єри, втім основним гравцем не був. У 1991 році він підписав угоду з командою третього бельгійського дивізіону «Намюр», але незабаром змінив його на французький «Ле Туке», що також грав у місцевому третьому дивізіоні.
У 1993 році Окафор перейшов до німецького клубу «Ганновер 96». 31 липня в матчі проти «Теніс-Боруссії» він дебютував у Другій Бундеслізі. Виступи в Німеччині були не дуже успішними, Уче рідко потрапляв в основу, зігравши лише в 4 зустрічах. Після цього він нетривалий час виступав за португальські «Уніан Лейрія» та «Фаренсе», а також ізраїльський «Маккабі Іроні».
На початку 1996 року Окафор прийняв пропозицію від американського «Канзас-Сіті Візардс». 13 квітня в матчі проти «Колорадо Репідз» він дебютував в MLS. 18 квітня Уче став першим футболістом новоспеченої ліги, який завдав удару по воротах суперника через себе в падінні (удар-«велосипед»). 21 квітня в поєдинку проти «Сан-Хосе Клеш» він забив свій перший гол. У сезоні 2000 року Окафор допоміг команду завоювати Кубок MLS, після чого завершив кар'єру.

## Виступи за збірну
У 1988 році Окафор потрапив в заявку збірної Нігерії на Кубок африканських націй. У півфіналі проти збірної Алжиру Уче дебютував за національну команду. За підсумками змагань він завоював срібну медаль. 
У 1994 році Окафор вдруге взяв участь в Кубку африканських націй 1994 року у Тунісі. На турнірі він був основним футболістом і взяв участь у всіх матчах. Уче допоміг національній збірній завоювати трофей. У тому ж році він поїхав на чемпіонаті світу 1994 року у США. Втім за кілька днів до початку турніру Окафор отримав травму і не зміг вийти на поле.
У 1995 році Уче захищав кольори збірної на Кубку короля Фахда у Саудівській Аравії і допоміг команді завоювати четверте місце. 
Останнім великим турніром для Окафора став чемпіонат світу 1998 року у Франції. На турнірі Окафор взяв участь у матчі проти збірної Парагваю (1:3), який став єдиним матчем гравця на чемпіонатах світу.
Всього протягом кар'єри у національній команді, яка тривала 9 років, провів у формі головної команди країни 34 матчі.

## Останні роки та смерть
Закінчивши свою футбольну кар'єру, Окафор працював у Nike. У 2003 році він почав тренувати юніорів у молодіжних клубах Техасу.
6 січня 2011 року на 44-му році життя він покінчив життя самогубством у своєму будинку в Далласі. Тіло знайшла колишня дружина, яку сповістив друг гравця, коли Окафор не відповідав на телефон. За версією поліції Уче повісився, але рідні футболіста відкидають дане формулювання, наполягаючи на тому, що це було вбивство.
Кент Бабб, кореспондент Kansas City Star, опублікував поглиблений аналіз смерті Уче 19 травня 2012 року.

## Титули і досягнення
- Володар Кубка MLS: (1):

«Канзас-Сіті Візардс»: 2000
- Володар Кубка африканських націй: 1994
- Срібний призер Кубка африканських націй: 1988